# Aziëpark
Het Aziëpark is een stadspark in Schalkwijk, Haarlem gelegen op de randen van de wijken Boerhaavewijk en Meerwijk. Het Park wordt in 2019-2020 opnieuw aangelegd met nieuwe beplanting en geasfalteerde paden. Tevens wordt er een centrale waterpartij aangelegd.
Aan de noordzijde van het park ligt de vrij liggende busbaan van de voormalige Zuidtangent waar lijnbus 300 en N30 gebruik van maken. Aan de westzijde van het park ligt het Winkelcentrum Schalkwijk waar de komende jaren woningen en een bioscoop van Kinepolis zullen verijzen. In het Park ligt aan de oostelijke zuidrand een Moskee en een schoolgebouw. Dit schoolgebouw was tot en met 2012 in gebruik door het inmiddels failliete Teyler College en is begin jaren 20 van de 21e eeuw gesloopt.
In juni 2019 werd het eerste deel van het vernieuwde stadspark in gebruik genomen.

## Appartementencomplexen
In het Aziëpark wordt een totaal aantal van vijf appartementencomplexen gebouwd, het geld dat de gemeente hiermee binnenhaalt wordt gebruikt om het vernieuwde Aziëpark aan te leggen
- Woonzorgcomplex Meerhoeve
- Tango en Twister,
- De Parktorens, Geurst & Schulze Architecten